# Капская область

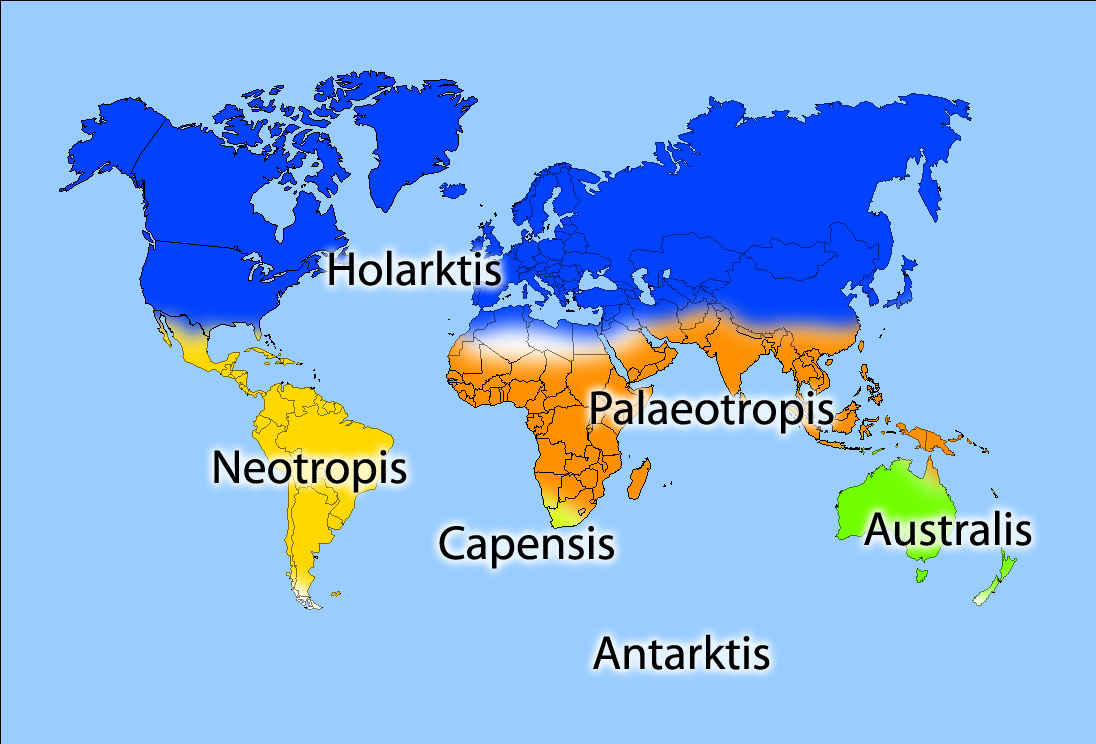
Карта флористического районирования

Капская область (от нидерл. Kaap — мыс Доброй Надежды, к которому и примыкает область) — своеобразная природная экосистема Африки, известная благодаря видовому разнообразию растений-эндемиков (до 90 % видов) и своему расположению в более прохладной субтропической зоне (из-за Бенгельского течения), благодаря чему область стала одной из немногих зон интенсивной европейской поселенческой колонизации (Капская колония). В настоящее время Капская область целиком входит в состав ЮАР (Западно-Капская провинция со столицей в городе Кейптаун и Восточная Капская провинция). Капская область — самое маленькое из флористических царств земли.
Капская область охраняется различными международными программами. В 1975 году регион Де-Хуп вошёл в список водно-болотных угодий, охраняемых Рамсарской конвенцией, в 1998 году был создан биосферный резерват Когелберг, а в 2004 году охраняемые территории Капской флористической области были причислены к объектам Всемирного наследия ЮНЕСКО.

## Физико-географическая характеристика

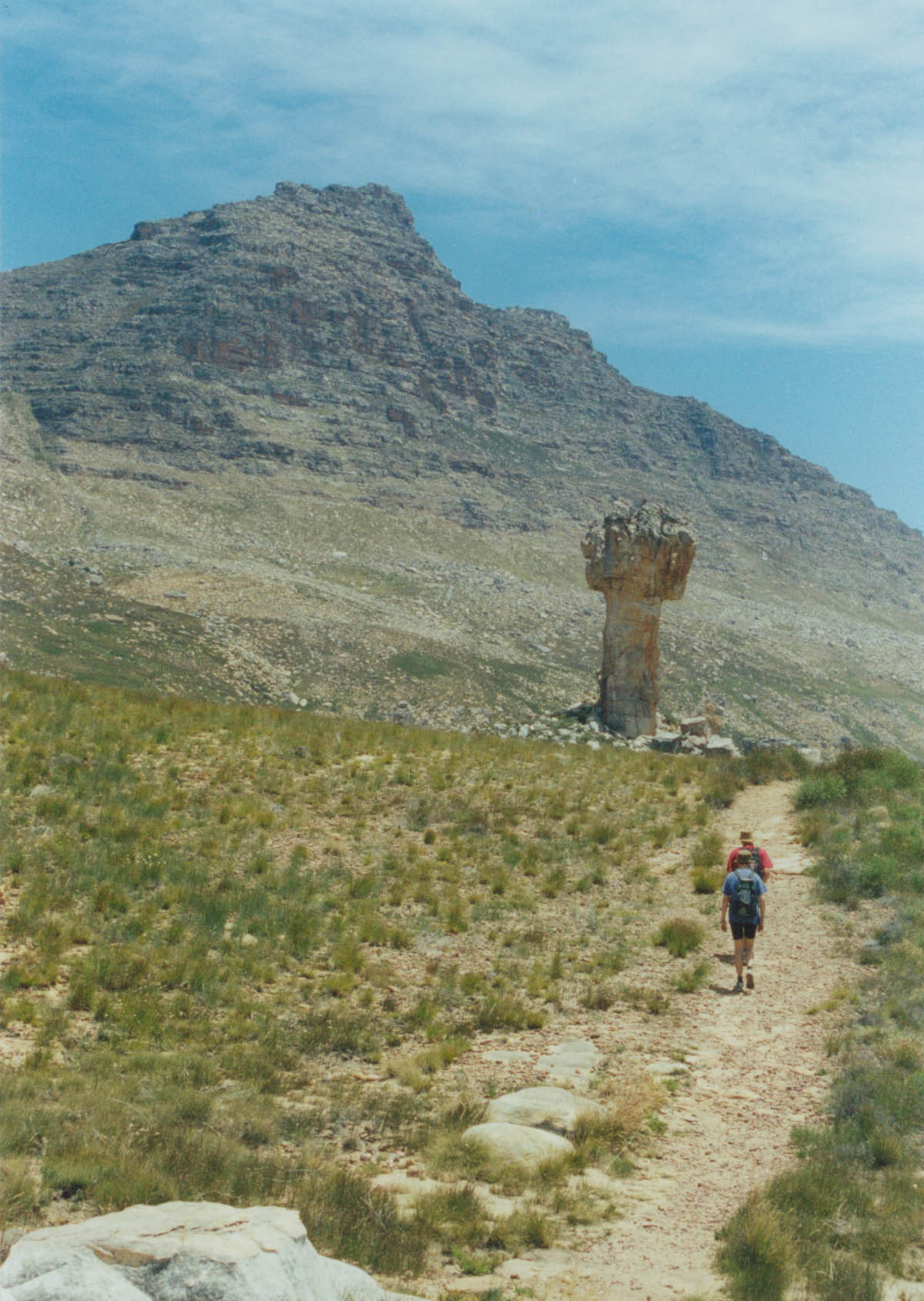
Гора Седерберг.

Капская область расположена на крайнем юго-западе Африканского континента и занимает 0,5 % его площади. Область занимает полосу шириной до 100 км по берегам Атлантического океана от города Кланвильяма на западе до окрестностей города Порт-Элизабет на востоке.
По своим климатическим условиям и характеру флоры область отличается от смежных с ней территорий тропической саванны. Доминирует средиземноморский климат при обратном по сравнению с северным полушарием временном положении сезонов. Умеренные температуры (0-12 °C) и максимальное обилие осадков зимой (июнь-август) (500—700 мм в год; 70 % зимой). Лето (декабрь-февраль) жаркое и засушливое (+25 +35). Подобный климат в южном полушарии имеют Чили, Западная Австралия (Перт), а в северном — Средиземноморье, Калифорния.

## Флора и фауна

Босмансбос

Хотя почвы в данной области каменисты и бедны питательными веществами, Капская флористическая область — одно из самых богатых растительностью мест на Земле.
Преобладают заросли жестколистных вечнозелёных кустарников и низкорослые деревья (финбош/маквис). В области произрастают около 9 000 видов высших растений, до 90 % — эндемики (амариллисы, ирисы, протейные, серебряное дерево, пеларгониум, суккуленты). Встречаются целые эндемичные семейства (Grubbiaceae, Roridulaceae, Bruniaceae, Penaeaceae, Greyiaceae, Geissolomataceae, Retziaceae). Наиболее характерны также другие семейства сложноцветных, вересковых, бобовых. Кроме эндемиков распространены и инвазивные растения, такие как космея, завезённая с кормом для лошадей, и быстрорастущая акация, завезённая из Австралии как источник дров. Последняя угрожает традиционным природным сообществам.
Многие декоративные растения региона в 1950—1960-х годах были акклиматизированы в СССР (Крым, Кавказ) (амариллис, кливия, остеоспермум или капская маргаритка, агапантус, декоративная спаржа, фрезия, гальтония, гербера, виды гладиолуса, книпхофия, плюмбаго и др.).
Фауна также разнообразна. В области обитает 11 000 видов морских животных, около трети из которых эндемики, 560 видов позвоночных, среди которых 142 вида рептилий. В частности, здесь обитает капский даман и др.

## История
Европейскую переселенческую колонизацию области начал голландец Ян ван Рибек и другие голландские переселенцы (буры) — самые многочисленные белые поселенцы на африканском континенте. Затем её продолжила Британская империя.

## См. Также
- Биомы Южной Африки